# Marsico Nuovo
Marsico Nuovo est une commune italienne d'environ 3 900 habitants située dans la province de Potenza, dans la région Basilicate, en Italie méridionale.

## Monuments et patrimoine
- Cathédrale de Marsico Nuovo

## Administration
| Période                                  | Période | Identité | Étiquette | Qualité |
| ---------------------------------------- | ------- | -------- | --------- | ------- |
|                                          |         |          |           |         |
| Les données manquantes sont à compléter. |         |          |           |         |

### Communes limitrophes
Abriola, Brienza, Calvello, Marsicovetere, Padula, Paterno, Sala Consilina, Sasso di Castalda.